# Пак Ён Чхоль
Пак Ён Чхоль (кор. 박영철?, 朴英哲?, р.14 апреля 1954) — южнокорейский дзюдоист, призёр Олимпийских игр и чемпионата мира.

## Биография
Родился в 1954 году. В 1976 году завоевал бронзовую медаль Олимпийских игр в Монреале. В 1979 году стал бронзовым призёром чемпионата мира.